# 丽得姿
丽得姿是一家韩国化妆品公司，成立於1986年，主要生產面膜等產品，总部位于首尔市广津区。其创始人是皮膚病醫院的一位醫生。  